# Kuusankoskitalo
La maison de Kuusankoski (finnois : Kuusankoskitalo) est un centre culturel de Kuusankoski à Kouvola en Finlande.

## Description
Conçu par les d'architectes Anna Brunow et Juhani Maunula, le batiment de la Kuusankoskitalo, a été construit en 1985.
L'édifice est situé sur la rive du fleuve Kymijoki, au centre de Kuusankoski.
C'est l'un des premiers bâtiments polyvalents ou centres culturels de Finlande combinant de nombreuses institutions culturelles différentes, qui ont été construits dans les années 1980, en particulier dans les villes de l'est de la Finlande.
Les autres sont le centre Mikaeli (fi) de Mikkeli et la Maison de la culture Virta d'Imatra, tous deux conçus par Arto Sipinen, et le Centre Culturel Poleeni de Pieksämäki dû à  Kristian Gullichsen, Erkki Kairamo et Timo Vormala .

## Espaces et ressources
Le bâtiment comprend deux auditoriums de 500 et 200 places, quatre salles de réunion plus petites, une bibliothèque, un café-restaurant et trois salles de cinéma.
Les salles principales de Kuusankoskitalo sont la Kuusaasali et la Voikkaasali.
La salle Kuusaasali est un grand auditorium dont l'acoustique est adaptée pour servir de salle de concert. Pouvant accueillir 500 personnes, c'est la plus grande salle de concert de la ville.
Les événements et les présentations peuvent y être enregistrés.
De plus, la salle dispose d'une technologie de réunion polyvalente et d'une connexion Internet sans fil ouverte.
La salle Voikkaasali dont la scène de forme semi-circulaire, peut être utilisé comme scène de théâtre peur accueillir jusqu' 200 participants à des conférences, des séminaires et des concerts.
En plus de ces deux salles, une grande salle de réunion peut accueillir 66 personnes et trois salles plus petites un total de 93 personnes (24+24+45),
Au sous-sol, il y a des salles de pratique de musique et de danse.
La galerie d'art permet d'organiser des expositions artistiques.
Le foyer au deuxième étage est situé près des halls et des salles de réunion, il fonctionne comme un espace de pause et de rencontre et convient à l'organisation de foires et de cocktails.
Enfin, la scène extérieure et la cour ouverte conviennent comme lieu de spectacles en été peut accueillir environ 300 personnes.